# Adriatische Basketballliga 2007/08
Die Adriatische Basketballliga Saison 2007/08 war die siebente Saison der Adriatischen Basketballliga. An der Saison 2007/08 nahmen 14 Mannschaften aus 5 Ländern teil.
Die Saison begann am 3. Oktober 2007 und endete am 26. April 2008. Meister wurde zum zweiten Mal KK Partizan.

## Turnierformat
In der regulären Saison spielten 14 Mannschaften eine Doppelrunde jeder gegen jeden. Nach der regulären Saison wurden die Final four Teilnehmer in einer KO-Runde best-of-three ausgespielt. Anschließend spielten die ersten vier Mannschaften das Final-four.

### Teilnehmende Mannschaften
| Land                    | Team                   | Stadt         | Spielort (Kapazität)                    |
| ----------------------- | ---------------------- | ------------- | --------------------------------------- |
| Bosnien und Herzegowina | Široki Brijeg          | Široki Brijeg | Dvorana Pecara (4.500)                  |
| Kroatien                | KK Split               | Split         | Arena Gripe (6.000)                     |
| Kroatien                | KK Zadar               | Zadar         | Dvorana Krešimira Ćosića (9.200)        |
| Kroatien                | KK Cibona Zagreb       | Zagreb        | Dražen-Petrović-Basketballhalle (5.400) |
| Kroatien                | KK Zagreb              | Zagreb        | Dražen-Petrović-Basketballhalle (5.400) |
| Montenegro              | KK Budućnost Podgorica | Podgorica     | Sportski centar Morača (5.000)          |
| Serbien                 | FMP Železnik           | Belgrad       | Železnik Halle (3.000)                  |
| Serbien                 | KK Roter Stern Belgrad | Belgrad       | Pionir-Halle (8.150)                    |
| Serbien                 | KK Partizan            | Belgrad       | Pionir-Halle (8.150)                    |
| Serbien                 | Vojvodina Srbijagas    | Novi Sad      | SPENS (8.000)                           |
| Serbien                 | Hemofarm               | Vršac         | Millennium Center (5.000)               |
| Slowenien               | KK Helios Domžale      | Domžale       | Kommunal Center Halle (2.500)           |
| Slowenien               | KD Slovan              | Ljubljana     | Dvorana Kodeljevo (1.500)               |
| Slowenien               | Union Olimpija         | Ljubljana     | Arena Stožice (12.480)                  |

## Reguläre Saison
Die Spiele der regulären Saison fanden vom 3. Oktober 2007 bis zum 23. März 2008 statt.

### Tabelle
Endstand
| Platz | Team                | Sp | S  | N  | P+   | P-   | Diff |
| ----- | ------------------- | -- | -- | -- | ---- | ---- | ---- |
| 1     | Partizan Belgrad    | 26 | 24 | 2  | 2119 | 1855 | +264 |
| 2     | KK Zadar            | 26 | 18 | 8  | 2080 | 2001 | +79  |
| 3     | Hemofarm STADA      | 26 | 16 | 10 | 2063 | 1986 | +77  |
| 4     | Roter Stern         | 26 | 16 | 10 | 2275 | 2212 | +63  |
| 5     | Union Olimpija      | 26 | 15 | 11 | 2071 | 1961 | +110 |
| 6     | Budućnost           | 26 | 15 | 11 | 2099 | 2014 | +85  |
| 7     | FMP Železnik        | 26 | 15 | 11 | 2147 | 2083 | +64  |
| 8     | Cibona Zagreb       | 26 | 15 | 11 | 2117 | 2103 | +14  |
| 9     | Vojvodina Srbijagas | 26 | 12 | 14 | 1971 | 1991 | −20  |
| 10    | KK Split            | 26 | 11 | 15 | 2018 | 2069 | −51  |
| 11    | Zagreb              | 26 | 7  | 19 | 2043 | 2167 | −124 |
| 12    | Široki Brijeg       | 26 | 7  | 19 | 1949 | 2080 | −131 |
| 13    | Helios Domžale      | 26 | 6  | 20 | 1986 | 2127 | −141 |
| 14    | KD Slovan           | 26 | 5  | 21 | 1907 | 2196 | −289 |

## Play-off
Die Play-off-Spiele fanden vom 25. März 2008 bis zum 31. März 2008 statt.
| Team #1          | Agg.  | Team #2        | 1. Spiel     | 2. Spiel     | 3. Spiel * |
| ---------------- | ----- | -------------- | ------------ | ------------ | ---------- |
| Partizan Belgrad | 2 - 0 | Cibona Zagreb  | 90 - 80      | 100 - 93     | –          |
| KK Zadar         | 2 - 1 | FMP Železnik   | 95 - 91 (OT) | 94 - 99 (OT) | 74 - 73    |
| Hemofarm STADA   | 2 - 1 | Budućnost      | 87 - 71      | 55 - 64      | 75 - 69    |
| Roter Stern      | 1 - 2 | Union Olimpija | 93 - 87      | 60 - 88      | 74 - 97    |

## Final four
Das Final four fand am 25. und 26. April 2008 statt.
|  | Halbfinale | Halbfinale       | Halbfinale |  |  | Finale | Finale           | Finale |
|  |            |                  |            |  |  |        |                  |        |
|  |            |                  |            |  |  |        |                  |        |
|  | 1          | Partizan Belgrad | 94         |  |  |        |                  |        |
|  | 5          | Union Olimpija   | 90         |  |  |        |                  |        |
|  |            |                  |            |  |  | 1      | Partizan Belgrad | 63     |
|  |            |                  |            |  |  | 3      | Hemofarm STADA   | 49     |
|  | 2          | KK Zadar         | 72         |  |  |        |                  |        |
|  | 3          | Hemofarm STADA   | 81         |  |  |        |                  |        |
|  |            |                  |            |  |  |        |                  |        |

## Auszeichnungen

### Regular Season MVP
Ante Tomić von  KK Zagreb